# 주바일

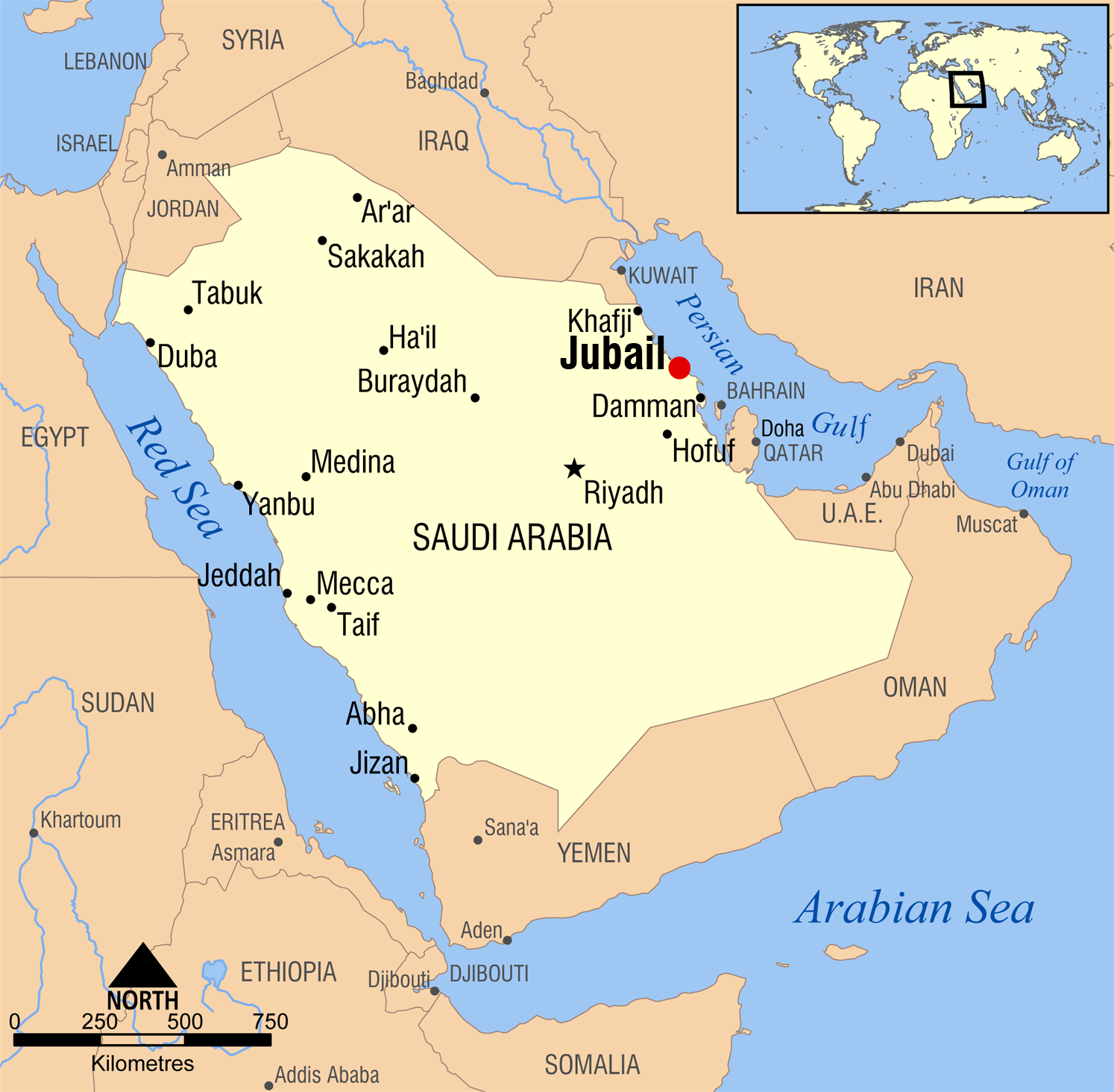
사우디 아라비아 주바일 시의 위치.

주바일(아랍어: الجبيل, 알 주바일)은 사우디아라비아의 페르시아만 연안에 위치한 도시이다. 본디 이름은 Madīnat al Jubayl aş Şinā`īyah(주바일 산업 도시)이다. 인구는 222,544명(2004년 인구 조사 기준)이며 이 수치는 1992년 인구 조사 당시의 140,828명보다 58% 증가한 수치이다. 동부 주에 속하며 담맘 북서쪽에 위치한다.
1975년, 홍해 연안에 있는 얀부 시와 함께, 사우디 정부에 의해 산업 도시로 지정(계획)되었다. 그 후 급속한 도시 확장이 이루어졌으며 산업화 과정이 진행되었다.
사우디아라비아 공업화 계획의 핵심 도시이다. 탄화수소를 이용하는 산업(보통 석유화학산업)과 에너지 의존적(energy-intensive) 산업을 일으켜 보겠다는 사우디아라비아 정부의 산업화 계획의 한 축을 이루고 있다. 국가적으로 석유 매출에 대한 의존도를 낮추면서, 동시에 세계 석유화학제품 시장 진출을 노려보겠다는 요량이다.
도시에는 석유화학 공장 단지, 제철소가 들어서 있으며, 사우디 해군 기지도 위치한다.
주바일에는 세계 최대의 해수 담수화 공장이 들어서 있다. 페르시아만의 해수를 담수화함으로써, 사우디아라비아의 약 50%의 물 수요를 충당해 주고 있다.

## 역사

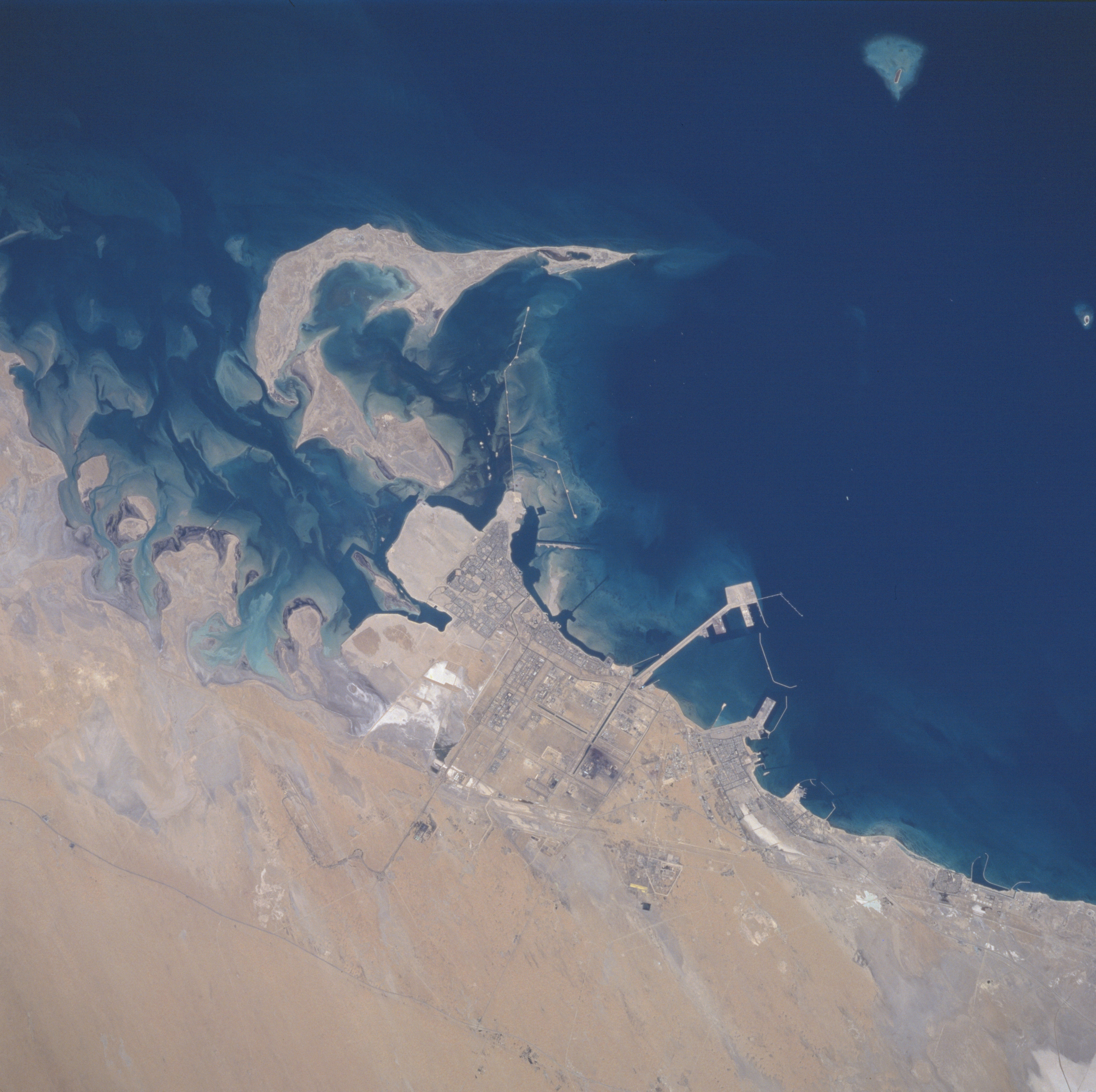
주바일 시의 위성사진. 1996년.

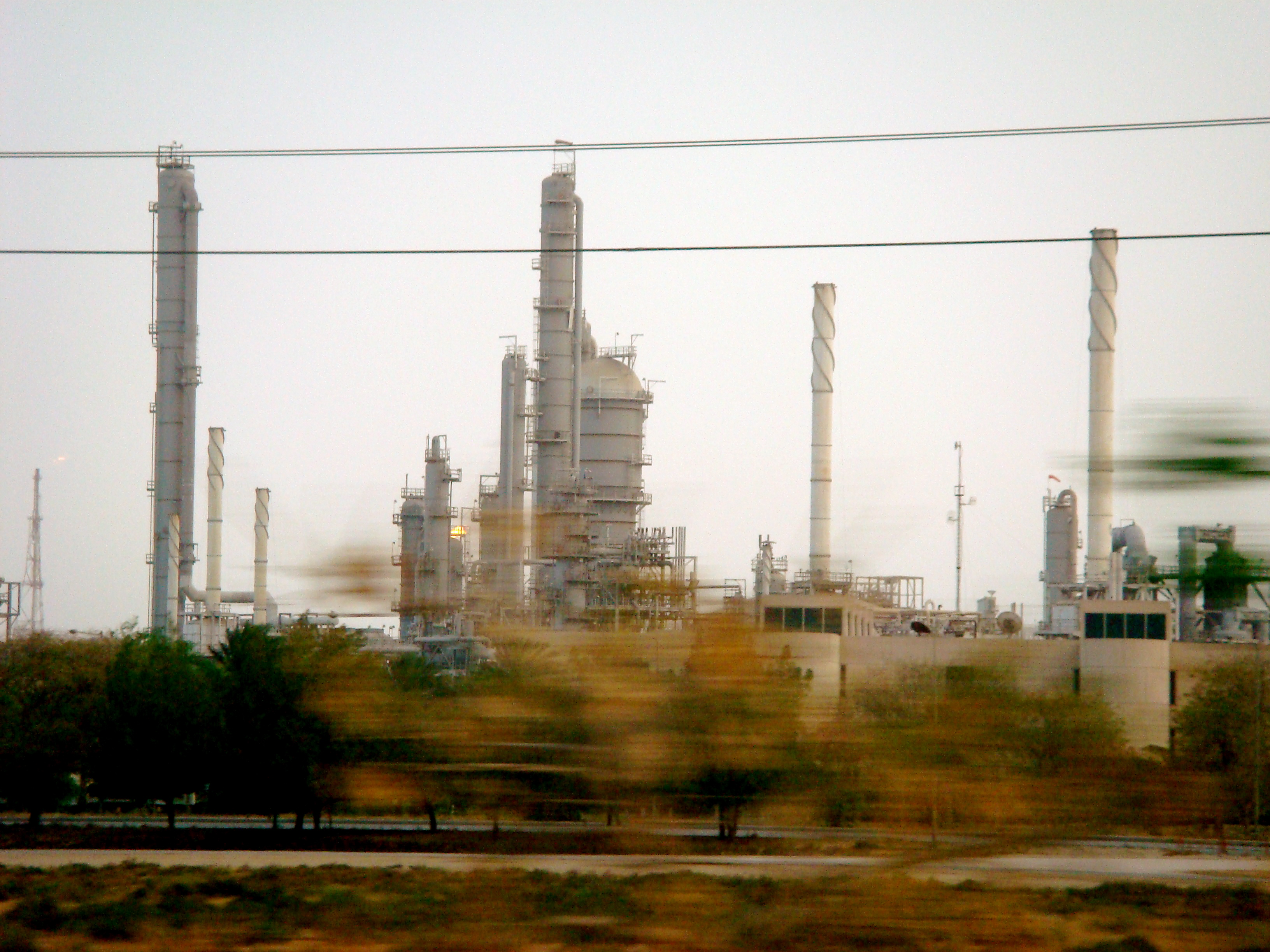
공장. 주바일.

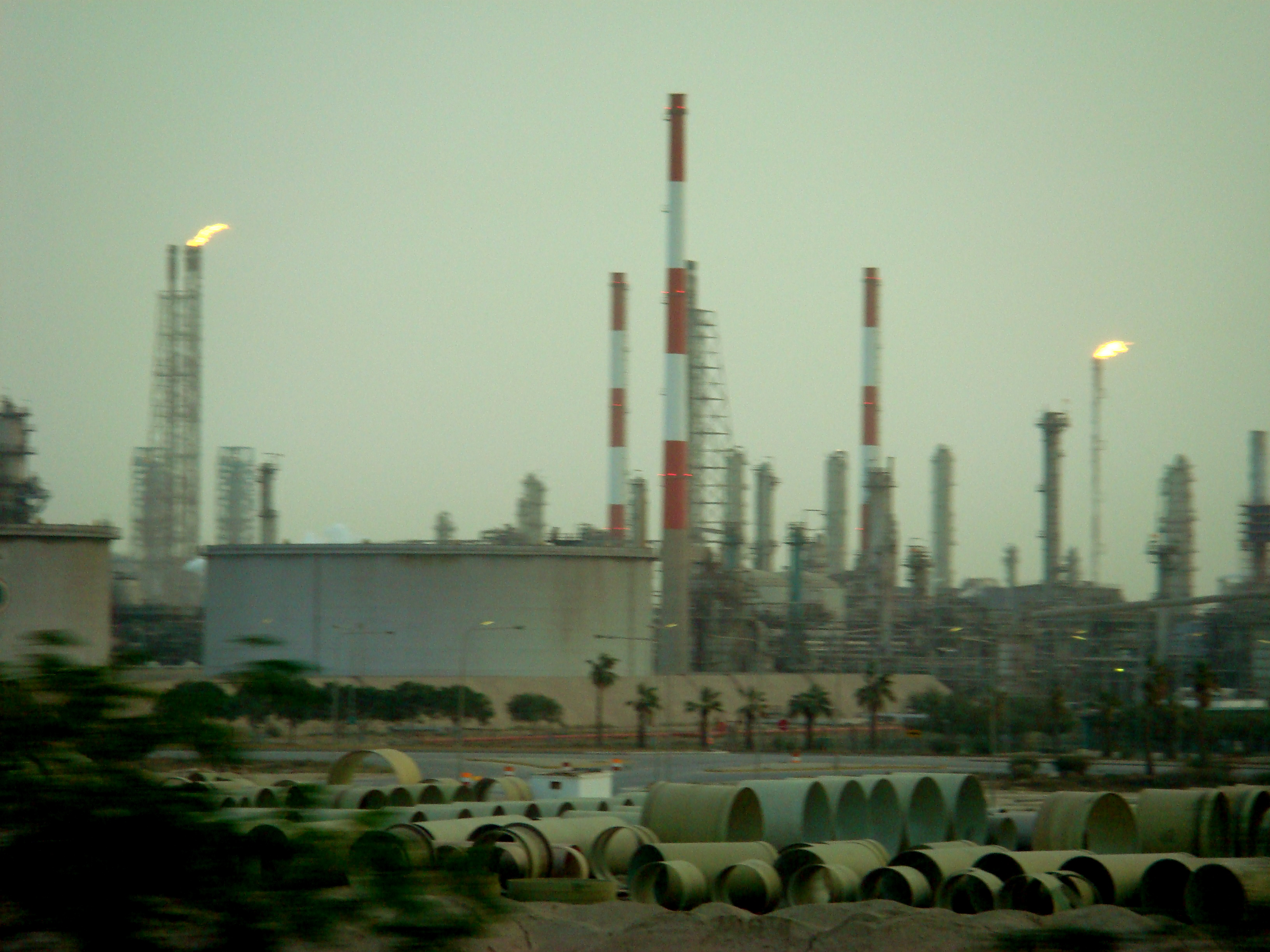
주바일의 석유 화학 공장 전경.

주바일의 역사는 오래전으로 거슬러 올라간다. 7000년 전, 고대 딜문 문명이 페르시아만에 걸쳐 번성했던 당시, 딜문 사람들의 정착지가 이곳에 세워지기도 하였다.
이 지역의 초기 정착민들은, 이 지역의 자연 항만과 어류의 풍부함, 진주 조개의 산출 등에 근거해 정착했을 것으로 추정된다. 또한, 계속 사용 가능한 우물이 마을 가까이 소재해 있는 것도 사람들이 이 곳에 계속 정착했던 이유가 될 것이다.
주바일은, 1933년 9월, 석유 탐사 목적을 가진 지질학자들이 사우디아라비아 최초로 도착한 곳이기도 하다.
또한, 1983년, 주바일 산업 도시는 기네스세계기록에 세계 최대의 엔지니어링과 건설 프로젝트로 기록되었다.

## 지역
주바일의 주요 지역은 다음과 같다:

공업 지역은 약 80제곱킬로미터의 넓이이다. 약 19 개의 주요 공장과 136 개의 부속 공장들이 들어서 있는 이 곳은 SABIC의 감독 하에 있다. 철강, 알루미늄, 플라스틱, 비료 등이 생산된다. 주거 지역은 약 4만 명의 주민이 거주하고 있으며, 약 37만 5000명의 인구를 수용할 수 있는 주택이 들어서 있다.

## 기후
| Jubail의 기후            | Jubail의 기후 | Jubail의 기후 | Jubail의 기후 | Jubail의 기후 | Jubail의 기후 | Jubail의 기후 | Jubail의 기후 | Jubail의 기후 | Jubail의 기후 | Jubail의 기후 | Jubail의 기후 | Jubail의 기후 | Jubail의 기후 |
| 월                       | 1월           | 2월           | 3월           | 4월           | 5월           | 6월           | 7월           | 8월           | 9월           | 10월          | 11월          | 12월          | 연간          |
| ------------------------ | ------------- | ------------- | ------------- | ------------- | ------------- | ------------- | ------------- | ------------- | ------------- | ------------- | ------------- | ------------- | ------------- |
| 일평균 최고 기온 °C (°F) | 19.1 (66.4)   | 21.2 (70.2)   | 25.3 (77.5)   | 29.7 (85.5)   | 34.6 (94.3)   | 37.2 (99.0)   | 38.3 (100.9)  | 37.6 (99.7)   | 36.2 (97.2)   | 31.7 (89.1)   | 26.1 (79.0)   | 21.6 (70.9)   | 29.9 (85.8)   |
| 일평균 최저 기온 °C (°F) | 11.3 (52.3)   | 10.7 (51.3)   | 14.5 (58.1)   | 19.4 (66.9)   | 24.6 (76.3)   | 28.2 (82.8)   | 30.4 (86.7)   | 29.6 (85.3)   | 27.2 (81.0)   | 22.4 (72.3)   | 16.9 (62.4)   | 12.0 (53.6)   | 20.6 (69.1)   |
| 평균 강수량 mm (인치)    | 21 (0.8)      | 19 (0.7)      | 15 (0.6)      | 10 (0.4)      | 0 (0)         | 0 (0)         | 0 (0)         | 0 (0)         | 0 (0)         | 1 (0.0)       | 13 (0.5)      | 9 (0.4)       | 88 (3.5)      |
| 출처: Climate-data.org   |               |               |               |               |               |               |               |               |               |               |               |               |               |

## 킹 압둘-아지즈 해군 기지
주바일 시의 상업용 항만 및 산업 단지에서 남쪽으로 떨어져서, 킹 압둘-아지즈 해군 기지(King Abdul-Aziz Naval Base, KANB)가 위치한다. 다란에서 북서쪽으로 100 km 떨어진 위치이다. 차량으로 약 1시간 걸린다. 해군 기지는 남북으로 약 10 km, 동서로 약 0.5 km 너비이다. 1980년 경 1단계 공사가 완료되었으며, 광범위한 해안 작전 / 보호 시설 및 드라이독, 함선 수리 시설 등이 들어서 있다.

## 같이 보기
- 사우디아라비아의 도시 목록